# Raja straeleni
Raja straeleni är en rockeart som beskrevs av Max Poll 1951. Raja straeleni ingår i släktet Raja och familjen egentliga rockor. IUCN kategoriserar arten globalt som otillräckligt studerad. Inga underarter finns listade i Catalogue of Life.